# Grete Hartje-Coers
Grete Hartje-Coers (* 21. Juni 1896 in Dortmund als Theodore Marie Margarete Coers; † 10. Februar 1988 in Sundern) war eine deutsche Bildhauerin, die sich hauptsächlich als Porträtistin betätigte.

## Leben
1921 heiratete sie Georg Friedrich Franz Hartje, der auch Bildhauer war. Beide waren des Öfteren bei den gleichen Ausstellungen präsent. Erste Resonanz erfuhren ihre Werke auf den Großen Westfälischen Kunstausstellungen im Dortmunder Haus der Kunst, in der Großen Deutschen Kunstausstellung in München 1938 und auf den Ausstellungen im Gau Westfalen-Süd. Werke von ihr befinden sich heute im Osthaus Museum Hagen im Magazin, wo auch andere Kunstwerke aus der NS-Zeit gelagert werden, sowie in Dortmund am Fritz-Henßler-Haus.

## Werke
- Gedenktafel für Fritz Henßler, 1973, Bronze, Dortmund, Schwanenwall
- Große Sitzende („Erwachen“), um 1942, gegossen 1950, Bronze, Osthaus Museum Hagen

## Ausstellungsbeteiligungen
- Große Sauerländische Frühjahrsausstellung, Hagen 1940, Kat. 117
- IV. Große Sauerländische Ausstellung. Westfälisch-niederrheinische Kunst der Gegenwart, Hagen 1941, Kat. 146
- V. Große Sauerländische Frühjahrsausstellung, Hagen 1942, Kat. 247-248
- Kunst der Ruhrmark. Westfälisch-niederrheinische Kunst. Gauausstellung Westfalen-Süd 1942, Mauritshuis Den Haag, 1942, Kat. 62-63
- VI. Große Sauerländische Ausstellung, Hagen 1943 (Gau-Ausstellung Westfalen-Süd), Kat. 222-224